# Yury Revich

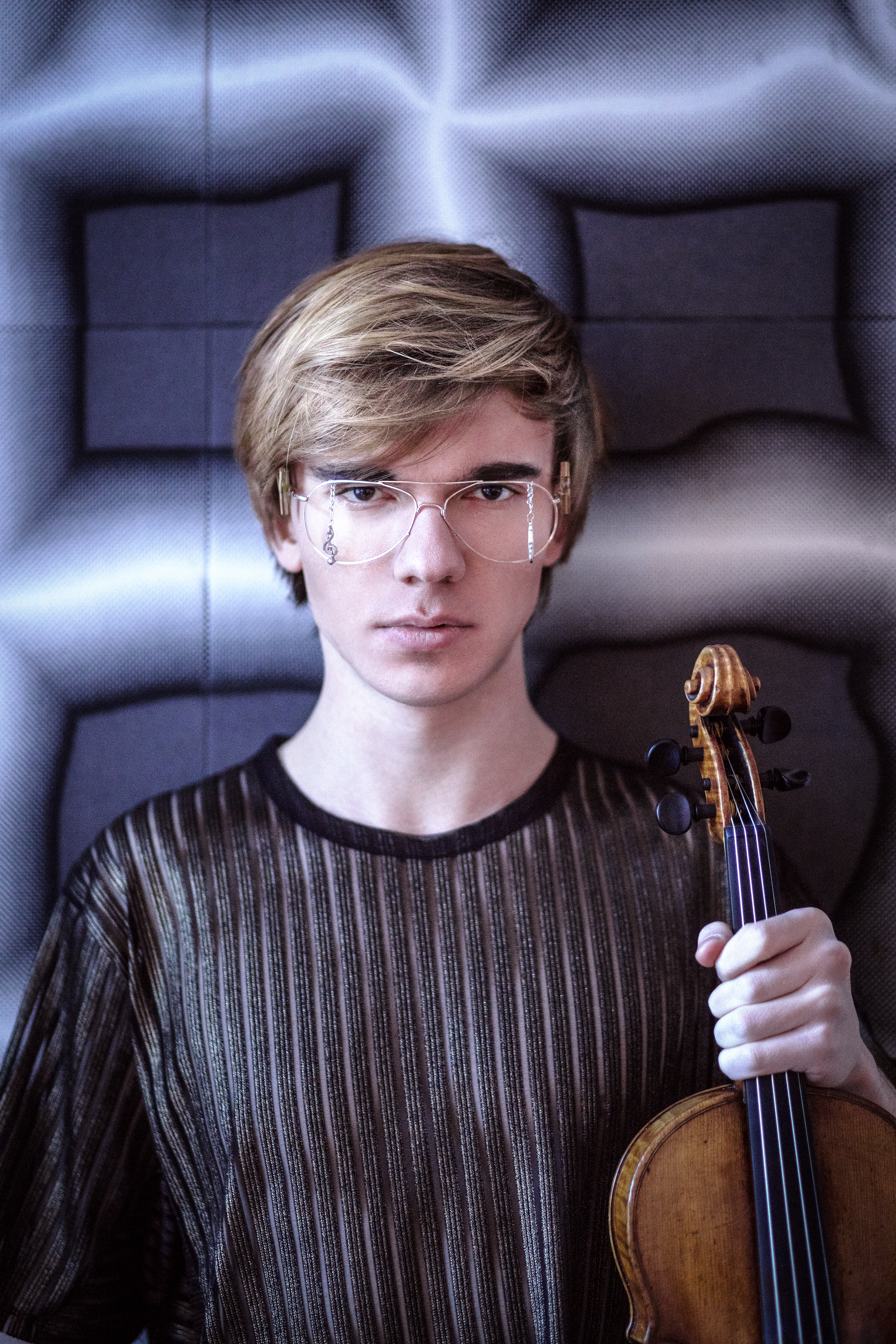
Yury Revich

Yury Revich (russisch Юрий Александрович Ревич Juri Alexandrowitsch Rewitsch; * 28. August 1991 in Moskau) ist ein österreichischer Geiger und Komponist russischer Herkunft.

## Leben

### Ausbildung
Yury Revich stammt aus einer Familie von Violinisten. Seit seinem sechsten Lebensjahr spielt er Geige und trat bereits im Alter von sieben Jahren in die Zentrale Musikschule des Moskauer Konservatoriums ein. Von 2005 bis 2009 war er Schüler von Wiktor Pikaisen.
Von 2009 bis 2016 studierte Revich an der Musik und Kunst Privatuniversität der Stadt Wien. Während seines Studiums in Wien gründete Revich das Quartett „Quatuor du Soleil“.
Im Mai 2009 debütierte Yury Revich mit 18 Jahren gemeinsam mit Daniil Trifonov in der Carnegie Hall. Im September 2013 folgte das Debüt an der Mailänder Scala.

### Karriere
Revich trat seither an Veranstaltungsorten wie der Berliner Philharmonie, dem Wiener Musikverein, der Salle Pleyel, der Cadogan Hall in London, dem Wiener Konzerthaus, der Laeiszhalle in Hamburg, der Alten Oper Frankfurt, dem Prinzregententheater München, der Tonhalle Zürich, dem Leipziger Gewandhaus, dem BOZAR Brüssel und der Metropolitan Hall in Tokio auf.
Als Solist trat er mit La Verdi Milano, der Deutschen Staatsphilharmonie Rheinland-Pfalz, den Zagreber Solisten, der Nordwestdeutschen Philharmonie, der KAP – Kammerakademie Potsdam, dem Collegium Musicum Basel, den Münchener Symphonikern, den Berliner Symphonikern und dem Tonkünstler-Orchester Niederösterreich auf. Er ging mit dem Royal Philharmonic Orchestra auf Tournee und arbeitete mit den Dirigenten Mikhail Pletnev, Liana Isakadze, Sebastian Weigle, Xian Zhang, Duncan Ward und Johannes Schlaefli zusammen.
Weiters spielte er bei verschiedenen internationalen Musikfestivals, darunter das Verbier Festival, die Sommets Musicaux de Gstaad, das Rheingau-Musikfestival, das Al Bustan Festival in Beirut, das Festival Radio France Occitanie Montpellier, das Festival della Valle d’Itria in Martina Franca, die Festspiele Mecklenburg-Vorpommern, das Rostropovich-Festival in Baku (Aserbaidschan), das Festival „Friends of Facebook – FFF“ von Liana Isakadze in Batumi (Georgien) und das Festival der Musik in Kaunas (Litauen).
Er arbeitet mit Musikern und Künstlern aus verschiedenen Genres zusammen, wie zum Beispiel Martha Argerich, Ute Lemper, Steven Isserlis, William Orbit, Rupert Everett, Amos Gitai, Andrea Bocelli, Pixie Lott, Sunnyi Melles/Philipp Hochmair und Gabriel Prokofiev.
Von 2012 bis 2016 spielte Yury Revich eine Balestrieri aus dem Jahr 1783 und von 2016 bis 2022 eine Stradivari aus dem Jahr 1709. Aktuell (Stand: November 2024) spielt er auf einer Guarneri, eine Leihgabe von Lukas Hufnagl, sowie auf einer speziell für ihn angefertigten Alain Carbonar-Violine.
Seine Aufnahme der Musik von Chevalier de Saint-Georges wurde in die „Billboard-Top 100-Classical Charts“ aufgenommen und ist Teil des Soundtracks der Netflix-Serie Bridgerton.

### Wirken als Komponist
Neben seiner Tätigkeit als Geiger tritt Yury Revich mittlerweile zunehmend auch als Komponist hervor. 2021 wurde er als Komponist für die EXPO-Weltausstellung in Dubai verpflichtet und vom Umweltprogramm der Vereinten Nationen (UNEP) beauftragt.
2022 wurde sein erstes Violinkonzert Awakening in Salzburg uraufgeführt. Im Mai 2023 folgte die Uraufführung seiner ersten Sinfonie Kaleidoscope in der St George’s Cathedral in London. Im Juni 2023 brachte Revich beim Liszt-Festival in Raiding (Burgenland) seine Komposition The Chamber Poem for Franz Liszt zur Uraufführung. 2023 trat er außerdem als Solist und Komponist bei Konzerten mit den Münchner Symphonikern und den Berliner Symphonikern (mit der Uraufführung von Revichs Prelude für Violine und Orchester Choriner Wald im Kloster Chorin) hervor. Im Dezember 2023 wurde Revichs Komposition Unity im Großen Saal des Wiener Musikvereins uraufgeführt.
Sein Komponisten-Solodebüt gab er im März 2024 in der Salle Pleyel, Paris.

### Soziales Engagement und Privates
Yury Revich unterstützt verschiedene Hilfsorganisationen. 2011 organisierte er ein Konzert für die Opfer der Tsunami-Katastrophe in Japan und 2015 erstmals die Wohltätigkeitsgala „All for Autism“. Er leitet das internationale multidisziplinäre Festival Festival Nights (früher bekannt als Friday Nights with Yury Revich) und das Projekt Dreamland, in dessen Rahmen er alljährlich für UNICEF Österreich die Wohltätigkeitsgala veranstaltet.
In den Jahren 2022 und 2023 trat Revich beim Oslo Freedom Forum auf.
Yury Revich besitzt die österreichische Staatsbürgerschaft und lebt in Wien.

## Aufnahmen
(Quelle:)
- Yury Revich Live – Single 2012, OnePoint.FM
- Russian Soul – mit Valentina Babor (Klavier), 2012, Ars Produktion.
- Andreas Romberg: Concertos / Overtures 2013, Sony Classical Switzerland.
- Andreas Romberg: 3 Sonaten für Violine Solo, Op.32 – 2013, Sony Classical Switzerland.
- Mozart and Sarasate 2014, OnePoint.FM
- 8 Seasons 2015, Ars Produktion.
- Steps through the Centuries 2015, Odradek Records.
- Doderer: Symphony No. 2, DWV 93 „Bohinj“ & Violin Concerto No. 2, DWV 62b „In Breath of Time“ 2015, CapriccioNR
- ABRIL, Radioseruis

## Preise und Auszeichnungen
- 2007: Dritter Preis und Sonderpreis „für die beste Interpretation des vorgeschriebenen Werkes von Bach“ beim 12. Internationaler Wettbewerb für Violine im Kloster Schöntal[39]
- 2014: Junger Künstler des Jahres von Beethoven Center Vienna (Young Musicians Award)[40]
- 2015: Junger Künstler des Jahres (Young Artist of the Year) bei den International Classical Music Awards[41]
- 2016: Nachwuchskünstler des Jahres beim ECHO Klassik[42]
- 2020: Man of the Year des Magazins look! in Österreich[43]